# Arcy-sur-Cure
Arcy-sur-Cure is een gemeente in het Franse departement Yonne (regio Bourgogne-Franche-Comté) en telt 449 inwoners (1999). De plaats maakt deel uit van het arrondissement Auxerre.
Vanaf 1946 werd in de karstgrotten in de gemeente paleolithische kunst gevonden, met name in de Grande Grotte en de Grotte du Cheval.

## Geografie
De oppervlakte van Arcy-sur-Cure bedraagt 26,5 km², de bevolkingsdichtheid is 16,9 inwoners per km².
De onderstaande kaart toont de ligging van Arcy-sur-Cure met de belangrijkste infrastructuur en aangrenzende gemeenten.

## Demografie
Onderstaande figuur toont het verloop van het inwonertal (bron: INSEE-tellingen).